# V̇
Cette page contient des caractères spéciaux ou non latins. S’ils s’affichent mal (▯, ?, etc.), consultez la page d’aide Unicode.
V̇ (minuscule : v̇), ou V point suscrit, est une lettre latine qui a été utilisée comme abréviation latine. Elle est composée de la lettre V diacritée d'un point suscrit.

## Utilisation
En latin, le v point suscrit ‹ v̇ ›, ou le u point suscrit ‹ u̇ ›, a été utilisé comme abréviation pour le mot ut,.
En physique, V̇ peut marquer la dérivée d'un volume par rapport au temps (notation de Newton), et désigne donc un débit, exprimé en m3/s en unités SI, ou en m3/h. La notation v̇ en minuscule pour la dérivée d'une vitesse (c'est-à-dire une accélération) existe aussi, mais elle est plus rare, la vitesse étant elle-même dérivée de la position on utilise généralement soit "a" pour désigner l'accélération, soit {\displaystyle {\ddot {x}}} pour la dérivée seconde de la  position (éventuellement sous forme vectorielle). 

## Représentations informatiques
Le V point suscrit peut être représenté avec les caractères Unicode suivants :
- décomposé (latin de base, diacritiques) :

| formes    | représentations | chaînes de caractères | points de code | descriptions                                        |
| --------- | --------------- | --------------------- | -------------- | --------------------------------------------------- |
| capitale  | V̇               | V◌̇                    | U+0056 U+0307  | lettre majuscule latine v diacritique point en chef |
| minuscule | v̇               | v◌̇                    | U+0076 U+0307  | lettre minuscule latine v diacritique point en chef |